# 파리는 잠들어
《파리는 잠들어》(영어: Paris Asleep, Paris Qui Dort)은 1924년에 개봉된 영화이다.

## 줄거리
르네 클레르의 감독 데뷔작. 루이 브뉘엘의 <안달루시아의 개>와 함께 20년대 초현실주의를 대표하는 작품이다. 하지만 브뉘엘의 작품과 달리 재미와 아름다움, 그리고 우아함까지 곁들였다는 평가를 받는다. 꿈과 현실이 교차되면서 펼쳐지는 파리의 이미지들은 시대를 앞서 나가는 르네 클레르의 감각이 엿보이는 영상이라고 할 수 있다.파리의 에펠 탑을 관리하는 주인공이 잠에서 일어나보니 파리의 모든 것은 멈춰져있다. 마침 비행기에서 내린 다섯 명과 함께, 시간이 정지된 파리를 누비며 이들은 마음껏 즐긴다. 하지만 정지된 시간 속에서 돈도 보석도 아무 의미가 없다. 만약 파리가 당신 것이 된다면 어떻게 하겠는가?

## 출연

### 조연
- 앨버트 프레진
- Marcel Vallee